# Markama

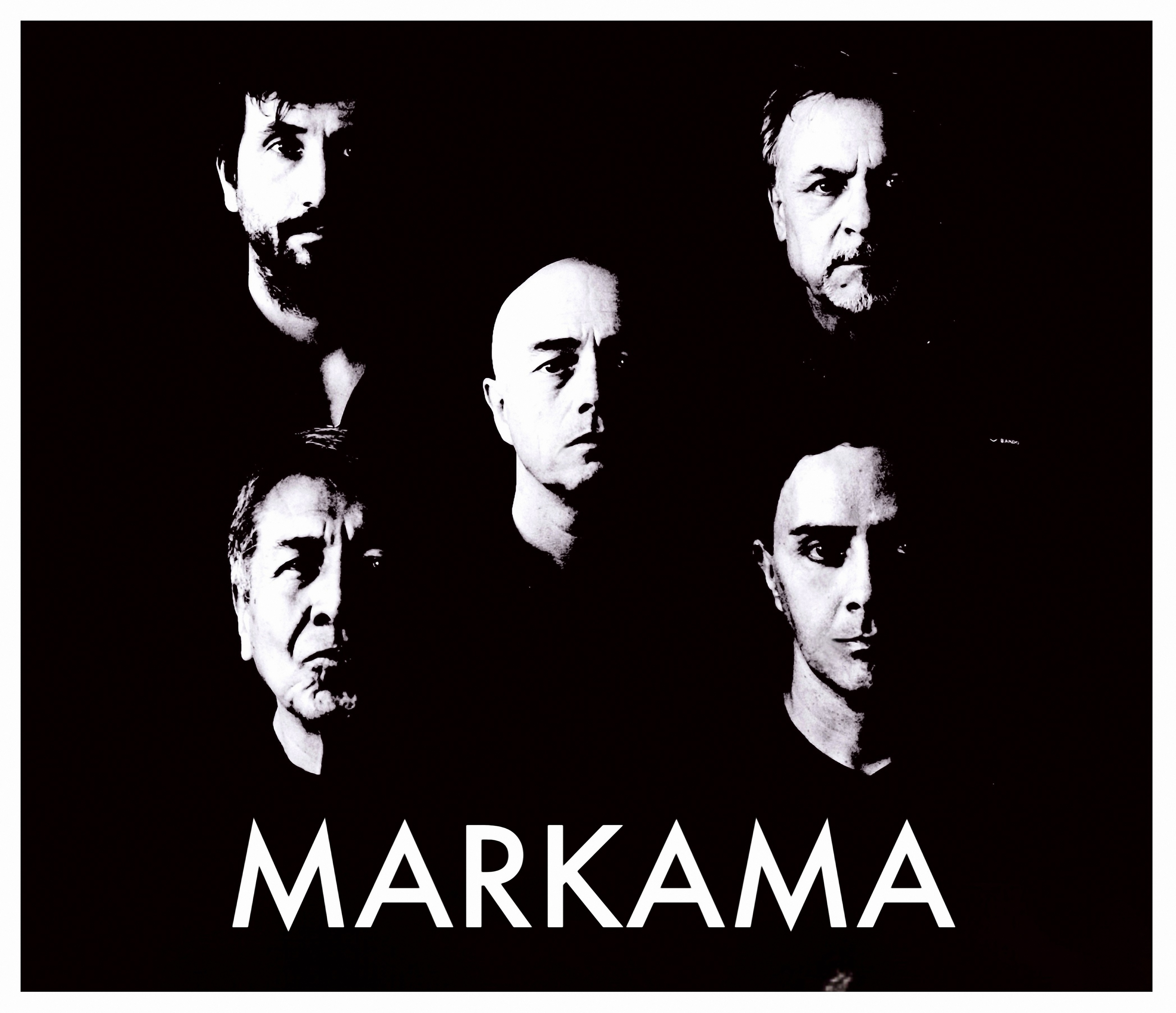
Markama 2025

Markama es un destacado grupo vocal e instrumental argentino creado en Mendoza en 1975. El grupo renovó las formas estilísticas de la música folklórica de Argentina y de América Latina. El término "markama" significa al pueblo, en quechua.

## Historia
Markama es formado en Mendoza durante los primeros meses de 1975. El grupo tuvo fundamentalmente la preocupación de dar forma a un nuevo proyecto musical que atendiera a las raíces populares latinoamericanas, impulsaron individual y conjuntamente el despliegue instrumental como el modo expresivo que los identifica.
El repertorio se puede desbrozar en tres facetas: obras anónimas, de compositores contemporáneos latinoamericanos y propias de los integrantes del grupo.
Su primera formación estuvo compuesta por Archi Zambrano, Lars Nilsson, Nene Ávalos, Eduardo Ordóñez, Eduardo Ocaranza, Lázaro Méndolas y Tonio Contreras. Con distintas formaciones se reemplazaron e incorporaron otros integrantes, entre ellos Jorge Sosa, Damián Sánchez, Walter Sabatini, Mingo Casciani, Pablo Salcedo, Eduardo Pinto, Pablo Budini, Pablo Guzzo, Gabriel Narváes, M. Castro, Horacio Martínez, Esteban Pérez, Bernardo Ríos y Carlos Frites. Entre 2001 y 2004 Markama tuvo además como músicos estables a Fana Martínez y Marcelo Rojas.
La actual formación de Markama (2025) es: Archi Zambrano, Mingo Casciani, Pablo Salcedo, Fabrizio Amicarelli y Diego Ferreira. 
Carlos Frites adopta el lugar de bajista invitado estable.
La historia discográfica de Markama comprende 16 trabajos, uno de los cuales ha sido editado en Japón. La actividad por los escenarios ha sido vasta tanto en el interior de la Argentina como en el exterior. Recitales y festivales en la Argentina y diversas giras centralizadas en varias ciudades de EE. UU. y Europa.
En 1980 realizaron 26 actuaciones en la Unión, que se repitieron en 1.981 y culminaron con tres actuaciones en el Lincoln Center de Nueva York.  En mayo y junio de 1985 el grupo se presentó en Europa, con inusual éxito en Italia y Suecia. A su regreso presentaron en Buenos Aires su álbum "Al Pueblo" en el Teatro Presidente Alvear, luciendo durante 6 días el cartel: "No hay más localidades".
Markama ha sido aclamado también en otros países como Honduras, México, Brasil y Chile. A partir de su presentación en la gira por la Argentina de Amnesty Internatiomal ( octubre de 1.988 ) donde compartieron escenario con Peter Gabriel, Bruce Springsteen, Sting y Tracy Chapman, el reconocimiento artístico llegó en forma de nombramientos como " ciudadanos ilustres " de numerosas ciudades del país y del exterior, y de diversos premios como el ACE '92 para mejor trabajo de folklore por su noveno trabajo discográfico " En Vivo " y la nominación al Kónex como mejor agrupación folklórica de la década. En el año 2002 realizan intensa gira por EE. UU., dictando clases y brindando conciertos en la Universidad de Ohio, el Club Argentino en Miami, entre otros.
Luego de numerosas actuaciones por Latinoamérica, en mayo de 2005 Markama festeja sus 30 aniversario con una exitosa gira por Argentina, acompañados por todos sus ex - integrantes.
En 2007 lanzan el disco “Danzas Argentinas” dedicado especialmente a los numerosos cuerpos de ballet folklóricos de Argentina, obteniendo el premio TRIMARG 2008 (Tribuna de la Música Argentina/ Consejo Argentino de la Música/ Unesco).
En 2010 conciben y desarrollan un proyecto con mensaje universal denominado Ama al Mundo. El mismo pone de manifiesto un compromiso por la libertad del ser humano, el respeto por la madre naturaleza y por otros seres vivos, y la necesidad de accionar sobre el presente en pos de mejorar el mundo.
Entre 2010 y 2015 realizan extensas giras por Argentina, destacándose conciertos en universidades y el proyecto Markama Sinfónico junto a importantes orquestas como la Orquesta Sinfónica de San Juan, la Orquesta Filarmónica de Mendoza, la Orquesta Sinfónica de Bahía Blanca, la Orquesta Juan de Dios Filiberto y la Orquesta de la Universidad Nacional de Cuyo.
En 2015 el gobierno de Mendoza realiza homenaje por los 40 años de Markama, brindándole un lugar especial en la Vía Blanca, Carrousel y Fiesta Nacional de la Vendimia.
Ese año editan nuevo álbum de estudio denominado “40 Años, Hoy”, el cual contiene obras de autoría propia y arreglos sobre obras seleccionadas del repertorio latinoamericano.
En 2021 lanzan "Siempre" álbum de estudio con grabaciones actualizadas de temas emblemáticos de la historia del grupo.
En 2025 festejan los 50 años de trayectoria realizando actuación multitudinaria en la Fiesta de la Vendimia y actuación junto a la Orquesta Filarmónica de Mendoza, en la Velada de Gala del 25 de Mayo.

## Discografía

### Álbumes
1. Markama I (1976)
2. Markama II
3. Markama III (1979)
4. Markama (1980), editado en Japón
5. Umbral del Sol (1981)
6. Mi antiguo canto (1982)
7. Azul Tihuanaco (1983)
8. Al pueblo (1985)
9. Quitapesares (1985)
10. 15 años. En vivo (1991)
11. Gualicho (1998)
12. Aguas claras (2001)
13. Danzas argentinas (2007)
14. Ama al Mundo (2010)
15. 40 Años Hoy (2015)
16. Siempre (2021)